# Fragments of Death
Fragments of Death es el octavo trabajo discográfico de la banda de black metal sinfónico Graveworm, que fue lanzado el 21 de octubre de 2011. Fue grabado, mezclado y masterizado en los estudios Dreamsound, en Múnich. Todas las letras fueron creadas por Stefano Fiori.

## Lista de temas
1. «Insomnia» – 04:55
2. «Only Death in Our Wake» – 04:00
3. «Absence of Faith» – 03:55
4. «Living Nightmare»  04:13
5. «The World Will Die in Flames» – 04:34
6. «不安の中で (Anxiety)» – 04:33
7. «See No Future» – 05:02
8. «The Prophecy» – 03:21
9. «Remembrance» – 03:24
10. «Old Forgotten Song» – 04:41
11. «Where Angels Do Not Fly» – 03:52

- Datos: Q5864603